# Salseng C. Marak
Salseng Chada Marak (* 16. Januar 1941 in Baghmara, Assam, Britisch-Indien; † 16. August 2024) war ein indischer Politiker des Indischen Nationalkongresses (INC), der unter anderem mehrere Jahre Chief Minister des Bundesstaates Meghalaya war.

## Leben
Marak stammte aus Baghmara im Distrikt South Garo Hills. Er war ein politischer Ziehsohn von Williamson A. Sangma, des ersten Chief Ministers des 1972 entstandenen Bundesstaates Meghalaya, bewarb sich 1972 für die zusammengesetzte All Party Hill Leaders’ Conference (APHLC) erfolgreich um einen Sitz in der Legislativversammlung Meghalayas und vertrat in der Folgezeit den Wahlkreis 42-Resubelpara. Den Wahlkreis konnte er in den fünf folgenden Wahlen 1978, 1983, 1988, 1993 und 1998 jeweils erneut gewinnen.
1975 berief ihn Chief Minister Sangma als Staatsminister erstmals in dessen Regierung, der er bis 1978 angehörte. 1976 trat er dem Indischen Nationalkongress bei. 1979 berief ihn der damalige Chief Minister Brington Buhai Lyngdoh zum Minister in dessen Regierung. Zugleich war er zwischen 1979 und 1988 Generalsekretär des Meghalaya Pradesh Congress Committee (MPCC), der Parteiführung der Kongresspartei in Meghalaya.
Bei der kurze Zeit nach den Wahlen 1983 stattfindenden Bildung einer dritten Regierung von Chief Minister Sangma im April 1983 wurde er abermals Kabinettsminister, und zwar für Baumaßnahmen im öffentlichen Gesundheitswesen. 1985 trat er wegen des sogenannten Jowai-PHE-Skandals von diesem Amt zurück. 1986 berief ihn Sangma jedoch wieder zum Minister in dessen Kabinett und behielt seine Funktion als Kabinettsminister auch in der Regierung von dessen Nachfolger, Purno Agitok Sangma, bis 1990.
Marak, der zwischen 1992 und 1993 erstmals Präsident des MPCC war, wurde am 19. Februar 1993 als Nachfolger seines Parteifreundes D. Dethwelson Lapang Chief Minister von Meghalaya und beendete als bisher einziger Chief Minister nach W. A. Sangma eine fünfjährige Amtszeit. Nach der Wahl 1998 wurde er für eine zweite Amtszeit als Chief Minister vereidigt, trat jedoch bereits einen Monat später am 9. März 1998 von diesem Amt zurück. Nachfolger wurde daraufhin Brington Buhai Lyngdoh, der damit zum vierten Mal das Amt des Chief Ministers übernahm.
Ab 2000 war Marak wiederum Präsident des MPCC.
Im August 2024 starb er im Alter von 83 Jahren.